# جودفروا
ماوريس جُودْفروا ديمومبين (بالفرنسية: Maurice Gaudefroy-Demombynes)‏ (1278 - 1376 ه‍ / 1862 - 1957 م) هو مستشرق فرنسي.

## آثاره
- «العالم الإسلامي حتى الحملات الصليبية» (باريس، 1931).
- «نحو العربية الفصحى» Grammaire de l'Arabe Classique بالاشتراك مع رجي بلاشير.
- «محمد»، باريس 1957. قال عنه البدوي أنه «أفضل كتاب باللغة الفرنسية عن النبي صلى الله عليه وسلم، ويتسم بالموضوعية، والتعميق، والشمول.»
- «مراسم الزواج عند الجزائريين».
- «في بعض المؤلفات الخاصة بالحسبة»
- «تعليقات عن النظام القضائي في البلاد الإسلامية»
- «في نشأة القضاء في الإسلام»
- «وظيفة إسلامية: المحتسب»
- «سوريا في عصر المماليك تبعاً للمؤلفين العرب»[3]
- مائة ليلة وليلة - نشره بالفرنسية سنة ١٩١١ م.[4]